# Ídolos (1.ª edição)
A primeira edição do Ídolos estreou em Setembro de 2003 na SIC.
A última gala foi no dia 2 de Janeiro, com a vitória de Nuno Norte.

## Castings
- Os castings decorreram em Beja, Lisboa e Porto.

## Júri e Apresentadores
Júri:
- Luís Jardim
- Sofia Morais
- Ramón Galarza
- Manuel Moura dos Santos

Apresentadores
- Pedro Granger
- Sílvia Alberto

## Participantes
| Participante     | Idade | Localidade       | Gala de Eliminação                |
| ---------------- | ----- | ---------------- | --------------------------------- |
| Nuno Norte       | 26    | Seixal           | Gala Final: 1.º Lugar             |
| Ricardo Oliveira | 23    | Entroncamento    | Gala Final: 2.º Lugar             |
| Luísa Sobral     | 16    | Lisboa           | 8.ª Gala - 26 de Dezembro de 2003 |
| Rita Silva       | 19    | Gaia             | 7.ª Gala - 19 de Dezembro de 2003 |
| Bruna Andrade    | 20    | Paços de Brandão | 6.ª Gala - 12 de Dezembro de 2003 |
| Débora Gonçalves | 18    | Massamá          | 5.ª Gala - 5 de Dezembro de 2003  |
| David Cruz       | 19    | Buraca           | 4.ª Gala - 28 de Novembro de 2003 |
| Nádia Pimentel   | 22    | Albufeira        | 3.ª Gala - 21 de Novembro de 2003 |
| Carla Sofia      | 25    | Lisboa           | 2.ª Gala - 14 de Novembro de 2003 |
| Dércio Moreira   | 22    | Barreiro         | 1.ª Gala - 7 de Novembro de 2003  |

## Semifinais
Encontrados os 30 melhores em competição, estes concorrentes foram divididos em três semifinais, as "galitas". Nestes episódios, os concorrentes cantam ao vivo para o Júri, com acompanhamento musical e em direto. São então sujeitos ao voto do público: os três mais votados em cada noite são apurados para a fase final do programa, as galas em direto. Para além das três semifinais, existe ainda uma galita de repescagem, onde o júri ouve novamente os concorrentes e decide o décimo finalista, que se junta aos nove já apurados.

### 1.ª Galita
- 1.º Lugar - Nuno Norte
- 2.º Lugar - David Cruz
- 3.º Lugar - Dércio Moreira

### 2.ª Galita
- 1.º Lugar - Ricardo Oliveira
- 2.º Lugar - Bruna Andrade
- 3.º Lugar - Carla Sofia

### 3.ª Galita
- 1.º Lugar - Rita Silva
- 2.º Lugar - Mariline Hortigueira1
- 3.º Lugar - Débora Gonçalves

1 Como a Mariline foi desclassificada por questões pessoais, a sua substituta foi a Nádia Pimentel, que se juntou assim ao grupo dos dez finalistas.

### Galita de repescagem
- Luísa Sobral

## Galas

### 1.ª Gala - Top 10(Meu Ídolo)
O Top 10 actuou ao vivo em televisão, no dia 7 de Novembro, cantando 1 música cada um. O tema das músicas foi "Meu Ídolo", então os concorrentes cantaram músicas dos seus maiores ídolos. Depois de todos os concorrentes terem actuado, os votos (100% do público) foram revelados. A Carla e o Dércio foram os 2 menos votados, tendo saído o Dércio.
| Participante     | Música                                              | Resultado          |
| ---------------- | --------------------------------------------------- | ------------------ |
| Bruna Andrade    | "Greatest Love Of All" de Whitney Houston           | Salva Pelo Público |
| David Cruz       | "Englishman In New York" do Sting                   | Salvo Pelo Público |
| Débora Gonçalves | "How Could An Angel Break My Heart" de Toni Braxton | Salva Pelo Público |
| Luísa Sobral     | "Objection (Tango)" da Shakira                      | Salva Pelo Público |
| Nuno Norte       | "Blaze of Glory" do Bon Jovi                        | Salvo Pelo Público |
| Ricardo Oliveira | "Careless Whisper" de George Michael                | Salvo Pelo Público |
| Nádia Pimentel   | "Nobody's Wife" da Anouk                            | Salva Pelo Público |
| Rita Silva       | "I'm Your Lady" de Celine Dion                      | Salva Pelo Público |
| Carla Moreno     | "You Can Reach Me" de Anita Baker                   | 2 Menos Votados    |
| Dércio Moreira   | "The One" de Elton John                             | Eliminado          |

### 2.ª Gala - Top 9(Os Ídolos vão ao Cinema)
O Top 9 actuou ao vivo em televisão, no dia 14 de Novembro, cantando 1 música cada um. O tema das músicas foi "Os ídolos vão ao Cinema", então os concorrentes cantaram músicas de bandas sonoras de alguns dos maiores filmes da História. Depois de todos os concorrentes terem actuado, os votos (100% do público) foram revelados. A Nádia e a Carla foram as 2 menos votadas, tendo saído a Carla.
| Participante     | Música                                       | Resultado          |
| ---------------- | -------------------------------------------- | ------------------ |
| Bruna Andrade    | "Run To You" da Whitney Houston              | Salva Pelo Público |
| David Cruz       | "When a Man Loves a Woman" de Michael Bolton | Salvo Pelo Público |
| Débora Gonçalves | "Against All Odds" de Phil Collins           | Salva Pelo Público |
| Luísa Sobral     | "Out of Reach" da Gabrielle                  | Salva Pelo Público |
| Nuno Norte       | "Your Song" de Elton John                    | Salvo Pelo Público |
| Ricardo Oliveira | "I Don't Wanna Miss a Thing" dos Aerosmith   | Salvo Pelo Público |
| Rita Silva       | "Can't Fight the Moonlight" da LeAnn Rimes   | Salva Pelo Público |
| Nádia Pimentel   | "Kissing You" da Des'ree                     | 2 Menos Votados    |
| Carla Moreno     | "My Heart Will Go On" de Celine Dion         | Eliminada          |

### 3.ª Gala - Top 8(Os Ídolos dos Nossos Pais)
O Top 8 actuou ao vivo em televisão, no dia 21 de Novembro, cantando 1 música cada um. O tema das músicas foi "Os Ídolos dos Nossos Pais", então os concorrentes cantaram músicas dos maiores ídolos dos seus pais. Depois de todos os concorrentes terem actuado, os votos (100% do público) foram revelados. A Bruna e a Nádia foram as 2 menos votadas, tendo saído a Nádia.
| Participante     | Música                                    | Resultado          |
| ---------------- | ----------------------------------------- | ------------------ |
| David Cruz       | "Sexual Healing" de Marvin Gaye           | Salvo Pelo Público |
| Débora Gonçalves | "You Can't Hurry Love" das The Supremes   | Salva Pelo Público |
| Luísa Sobral     | "House of the Rising Sun" dos The Animals | Salva Pelo Público |
| Nuno Norte       | "Olhos Castanhos" de Francisco José       | Salvo Pelo Público |
| Ricardo Oliveira | "Vocês Sabem Lá" de Fátima Bravo          | Salvo Pelo Público |
| Rita Silva       | "Puppet on a String" de Sandie Shaw       | Salva Pelo Público |
| Bruna Andrade    | "Ele e Ela" da Madalena Iglésias          | 2 Menos Votados    |
| Nádia Pimentel   | "Desfolhada" de Simone de Oliveira        | Eliminada          |

### 4.ª Gala - Top 7(Ritmos Latino-Americanos)
O Top 7 actuou ao vivo em televisão, no dia 28 de Novembro, cantando 1 música cada um. O tema das músicas foi "Ritmos Latino-Americanos", então os concorrentes cantaram músicas com ritmo latino-americano, tendo inclusive uma banda especial para tocar com eles. Depois de todos os concorrentes terem actuado, os votos (100% do público) foram revelados. A Luísa e o David foram os 2 menos votados, tendo saído o David.
| Participante     | Música                                | Resultado          |
| ---------------- | ------------------------------------- | ------------------ |
| Bruna Andrade    | "Mi Tierra" de Gloria Estefan         | Salva Pelo Público |
| Débora Gonçalves | "Desafinado" de Tom Jobim             | Salva Pelo Público |
| Nuno Norte       | "Perfidia" de Luis Miguel             | Salvo Pelo Público |
| Rita Silva       | "Swing da Cor" de Daniela Mercury     | Salva Pelo Público |
| Ricardo Oliveira | "Corazón Espinado" de Santana         | Salvo Pelo Público |
| Luísa Sobral     | "Próprias Mentiras" de Deborah Blando | 2 Menos Votados    |
| David Cruz       | "Flor de Liz" de Djavan               | Eliminado          |

### 5.ª Gala - Top 6(Músicas em Português)
O Top 6 actuou ao vivo em televisão, no dia 5 de Dezembro, cantando 1 música cada um. O tema das músicas foi "Músicas em Português", então os concorrentes cantaram unicamente músicas em português. Depois de todos os concorrentes terem actuado, os votos (100% do público) foram revelados. O Ricardo e a Débora foram os 2 menos votados, tendo saído a Débora.
| Participante     | Música                                    | Resultado          |
| ---------------- | ----------------------------------------- | ------------------ |
| Bruna Andrade    | "Na Cabana Junto à Praia" de José Cid     | Salva Pelo Público |
| Luísa Sobral     | "Tudo o Que Eu Te Dou" de Pedro Abrunhosa | Salva Pelo Público |
| Nuno Norte       | "Porto Sentido" de Rui Veloso             | Salvo Pelo Público |
| Rita Silva       | "O Anzol" dos Rádio Macau                 | Salva Pelo Público |
| Ricardo Oliveira | "Dá-me Luz" de Francisco Mendes           | 2 Menos Votados    |
| Débora Gonçalves | "Sinfonia do Amor" dos Blackout           | Eliminada          |

### 6.ª Gala - Top 5(Êxitos da Minha Infância)
O Top 5 actuou ao vivo em televisão, no dia 12 de Dezembro, cantando 1 música cada um. O tema das músicas foi "Êxitos da Minha Infância", então os concorrentes cantaram músicas que foram realmente êxitos pela altura da sua infância. Depois de todos os concorrentes terem actuado, os votos (100% do público) foram revelados. A Rita e a Bruna foram as 2 menos votadas, tendo saído a Bruna.
| Participante     | Música                                     | Resultado          |
| ---------------- | ------------------------------------------ | ------------------ |
| Luísa Sobral     | "Cavaleiro Andante" de Rui Veloso          | Salva Pelo Público |
| Nuno Norte       | "Hotel California" dos The Eagles          | Salvo Pelo Público |
| Ricardo Oliveira | "Crazy Little Thing Called Love" dos Queen | Salvo Pelo Público |
| Rita Silva       | "Cinderela" de Carlos Paião                | 2 Menos Votados    |
| Bruna Andrade    | "Papel Principal" de Adelaide Ferreira     | Eliminada          |

### 7.ª Gala - Top 4(Temas Natalícios)
O Top 4 actuou ao vivo em televisão, no dia 19 de Dezembro, cantando 2 músicas cada um. O tema das músicas foi "Temas Natalícios", então os concorrentes cantaram músicas relacionadas com o Natal. Depois de todos os concorrentes terem actuado, os votos (100% do público) foram revelados. Não foram revelados os 2 menos votados, mas saiu a Rita.
| Participante     | Música                                                   | Resultado          |
| ---------------- | -------------------------------------------------------- | ------------------ |
| Luísa Sobral     | "Happy Christmas (War is Over)" de John Lennon           | Salva Pelo Público |
| Luísa Sobral     | "Santa Claus is Coming to Town" de Eddie Cantor          | Salva Pelo Público |
| Nuno Norte       | "Jingle Bell Rock" de Bobby Helms                        | Salvo Pelo Público |
| Nuno Norte       | "Let It Snow" de Vaughn Monroe                           | Salvo Pelo Público |
| Ricardo Oliveira | "Have Yourself a Merry Little Christmas" de Judy Garland | Salvo Pelo Público |
| Ricardo Oliveira | "Last Christmas" dos Wham!                               | Salvo Pelo Público |
| Rita Silva       | "All I Want For Christmas Is You" de Mariah Carey        | Eliminada          |
| Rita Silva       | "Presépio de Lata" de Rui Veloso                         | Eliminada          |

### 8.ª Gala - Top 3(Temas escolhidos pelo Júri)
O Top 3 actuou ao vivo em televisão, no dia 26 de Dezembro, cantando 2 músicas cada um. O tema das músicas foi "Temas escolhidos pelo Júri", então os concorrentes cantaram músicas escolhidas pelo júri, uma em inglês e outra em português. Depois de todos os concorrentes terem actuado, os votos (100% do público) foram revelados. Não foram revelados os 2 menos votados, mas saiu a Luísa.
| Participante     | Música                                             | Resultado          |
| ---------------- | -------------------------------------------------- | ------------------ |
| Nuno Norte       | "Kiss" do Prince                                   | Salvo Pelo Público |
| Nuno Norte       | "Chuva Dissolvente" dos Xutos & Pontapés           | Salvo Pelo Público |
| Ricardo Oliveira | "You Are The Sunshine of My Life" de Stevie Wonder | Salvo Pelo Público |
| Ricardo Oliveira | "Deixa-me Rir" de Jorge Palma                      | Salvo Pelo Público |
| Luísa Sobral     | "                                                  | Eliminada          |
| Luísa Sobral     | "Venham Mais Cinco" de Zeca Afonso                 | Eliminada          |

### 9.ª Gala - Top 2
O Top 2 actuou ao vivo em televisão, no dia 2 de Janeiro, cantando 3 músicas cada um. Depois de todos os concorrentes terem actuado, os votos (100% do público) foram revelados. Nuno Norte passou a ser conhecido como o novo Grande Ídolo de Portugal!
| Participante     | Música                                   | Resultado |
| ---------------- | ---------------------------------------- | --------- |
| Nuno Norte       | "Come Undone" de Robbie Williams         | 1.º LUGAR |
| Nuno Norte       | "My Way" de Frank Sinatra                | 1.º LUGAR |
| Nuno Norte       | "Fala-me de Amor" dos Santos & Pecadores | 1.º LUGAR |
| Ricardo Oliveira | "Every Breath You Take" dos The Police   | 2.º LUGAR |
| Ricardo Oliveira | "Chamar a Música" de Sara Tavares        | 2.º LUGAR |
| Ricardo Oliveira | "Porto Côvo" de Rui Veloso               | 2.º LUGAR |

## Resultados
| Fase: | Fase:                | Galitas (Top 30) | 10 Finalistas | 10 Finalistas | 10 Finalistas | 10 Finalistas | 10 Finalistas | 10 Finalistas | 10 Finalistas | 10 Finalistas | 10 Finalistas |            |
| Gala: | Gala:                | Galitas (Top 30) | 07/11         | 14/11         | 21/11         | 28/11         | 05/12         | 12/12         | 19/12         | 26/12         | 02/01         |            |
| Lugar | Concorrentes         | Resultados       | Resultados    | Resultados    | Resultados    | Resultados    | Resultados    | Resultados    | Resultados    | Resultados    | Resultados    | Resultados |
| 1     | Nuno Norte           | SPP              |               |               |               |               |               |               |               |               | 1.º Lugar     |            |
| 2     | Ricardo Oliveira     | SPP              |               |               |               |               | MV            |               |               |               | 2.º Lugar     |            |
| 3     | Luísa Sobral         | SPJ              |               |               |               | MV            |               |               |               | Eliminada     |               |            |
| 4     | Rita Silva           | SPP              |               |               |               |               |               | MV            | Eliminada     |               |               |            |
| 5     | Bruna Andrade        | SPP              |               |               | MV            |               |               | Eliminada     |               |               |               |            |
| 6     | Débora Gonçalves     | SPP              |               |               |               |               | Eliminada     |               |               |               |               |            |
| 7     | David Cruz           | SPP              |               |               |               | Eliminado     |               |               |               |               |               |            |
| 8     | Nádia Pimentel       | Eliminada1       |               | MV            | Eliminada     |               |               |               |               |               |               |            |
| 9     | Carla Moreno         | SPP              | MV            | Eliminada     |               |               |               |               |               |               |               |            |
| 10    | Dércio Moreira       | SPP              | Eliminado     |               |               |               |               |               |               |               |               |            |
| —     | Mariline Hortigueira | Desistiu1        |               |               |               |               |               |               |               |               |               |            |

| Raparigas | Rapazes | Vencedor(a) |

| Mais votados pelo público | Menos votados pelo público | Eliminado(a) | Salvo(a) pelo Júri |

- 1 Apesar de Mariline Hortigueira ter sido apurada pelo público na fase das mini-galas e Nádia Pimentel ter sido eliminada, Mariline teve de desistir por motivos contratuais e por isso Nádia Pimentel (4.ª Classificada na 3.ª Mini Gala) foi eleita para o Top 10.